# Caron Butler
James Caron Butler (Racine, 13 marzo 1980) è un ex cestista e allenatore di pallacanestro statunitense, professionista nella NBA. È cugino di Lamar Butler.

## Carriera
Dopo aver giocato a livello liceale per il Maine Central Institute di Pittsfield è passato alla University of Connecticut. Trascorsi due anni nelle file degli Huskies, si è dichiarato eleggibile per la NBA ed è stato scelto nel Draft NBA 2002 al primo giro con il numero 10 dai Miami Heat. Dopo due stagioni a Miami, è passato ai Los Angeles Lakers nell'ambito dell'affare Shaquille O'Neal. A Los Angeles resta un solo anno, venendo poi ceduto ai Washington Wizards.
Con i Wizards firma un contratto quinquennale; nella stagione 2006-07 è il secondo marcatore della franchigia con 20,3 punti di media. Viene premiato con la convocazione all'All-Star Game 2007 di Las Vegas assieme all'allora compagno di squadra Gilbert Arenas. Viene selezionato par la partita delle stelle anche l'anno successivo, ma un infortunio gli impedisce di partecipare (venne sostituito da Ray Allen).
Il 14 febbraio 2010 viene nuovamente ceduto, questa volta ai Dallas Mavericks, in uno scambio che ha coinvolto altri 6 giocatori. Nel dicembre del 2010 subisce un gravissimo infortunio (rottura del tendine rotuleo del ginocchio destro) che lo costringerà a saltare tutto il resto della stagione compresi i trionfali play-off che si concludono con la vittoria del primo titolo per i texani.
Il 9 dicembre 2011, dopo la fine del lockout NBA, firma un contratto triennale con i Los Angeles Clippers.
Il 10 luglio 2013 viene ceduto insieme a Eric Bledsoe ai Phoenix Suns in uno scambio a 3 squadre. Il 29 agosto viene ceduto ai Milwaukee Bucks in cambio di Ish Smith e V"jačeslav Kravcov. Il 27 febbraio 2014 viene tagliato dai Bucks.
Il 1º marzo 2014 firma fino a fine stagione con gli Oklahoma City Thunder.
Il 14 luglio 2014 firma un contratto biennale a 10 milioni di dollari con i Detroit Pistons.
L'11 giugno 2015 viene ceduto insieme a Shawne Williams ai Milwaukee Bucks in cambio di Ersan İlyasova, ma viene tagliato il successivo 30 giugno. L'11 luglio seguente firma un contratto annuale, con opzione per il secondo (per il giocatore) da 3 milioni di dollari con i Sacramento Kings. La sua terza avventura in California non è delle migliori: disputa solo 17 partite. A fine anno esercita la player option, prolungando così di un anno la sua permanenza a Sacramento. Il 5 luglio 2016 viene tagliato dai Kings.

## Statistiche

### College
| Anno      | Squadra       | PG | PT | MP   | TC%  | 3P%  | TL%  | RP  | AP  | PRP | SP  | PP   |
| --------- | ------------- | -- | -- | ---- | ---- | ---- | ---- | --- | --- | --- | --- | ---- |
| 2000-2001 | UConn Huskies | 29 | 28 | 32,8 | 43,5 | 30,4 | 75,4 | 7,6 | 3,1 | 2,2 | 0,3 | 15,3 |
| 2001-2002 | UConn Huskies | 34 | 34 | 36,0 | 48,6 | 40,0 | 77,9 | 7,5 | 3,0 | 2,1 | 0,4 | 20,3 |
| Carriera  | Carriera      | 63 | 62 | 34,5 | 46,5 | 36,4 | 76,8 | 7,6 | 3,0 | 2,1 | 0,3 | 18,0 |

### NBA

#### Regular Season
| Anno       | Squadra          | PG  | PT  | MP   | TC%  | 3P%  | TL%  | RP  | AP  | PRP | SP  | PP   |
| ---------- | ---------------- | --- | --- | ---- | ---- | ---- | ---- | --- | --- | --- | --- | ---- |
| 2002-2003  | Miami Heat       | 78  | 78  | 36,6 | 41,6 | 31,8 | 82,4 | 5,1 | 2,7 | 1,8 | 0,4 | 15,4 |
| 2003-2004  | Miami Heat       | 68  | 56  | 29,9 | 38,0 | 23,8 | 75,6 | 4,8 | 1,9 | 1,1 | 0,2 | 9,2  |
| 2004-2005  | L.A. Lakers      | 77  | 77  | 35,7 | 44,5 | 30,4 | 86,2 | 5,8 | 1,9 | 1,4 | 0,3 | 15,5 |
| 2005-2006  | Wash. Wizards    | 75  | 54  | 36,1 | 45,5 | 34,2 | 87,0 | 6,2 | 2,5 | 1,7 | 0,2 | 17,6 |
| 2006-2007  | Wash. Wizards    | 63  | 63  | 39,3 | 46,3 | 25,0 | 86,3 | 7,4 | 3,7 | 2,1 | 0,3 | 19,1 |
| 2007-2008  | Wash. Wizards    | 58  | 58  | 39,9 | 46,6 | 35,7 | 90,1 | 6,7 | 4,9 | 2,2 | 0,3 | 20,3 |
| 2008-2009  | Wash. Wizards    | 67  | 67  | 38,6 | 45,3 | 31,0 | 85,8 | 6,2 | 4,3 | 1,6 | 0,3 | 20,8 |
| 2009-2010  | Wash. Wizards    | 47  | 47  | 39,4 | 42,2 | 26,3 | 87,7 | 6,7 | 2,3 | 1,4 | 0,3 | 16,9 |
| 2009-2010  | Dallas Mavericks | 27  | 27  | 34,4 | 44,0 | 34,0 | 76,0 | 5,4 | 1,8 | 1,8 | 0,3 | 15,2 |
| 2010-2011† | Dallas Mavericks | 29  | 29  | 29,9 | 45,0 | 43,1 | 77,3 | 4,1 | 1,6 | 1,0 | 0,3 | 15,0 |
| 2011-2012  | L.A. Clippers    | 63  | 63  | 29,7 | 40,7 | 35,8 | 81,3 | 3,7 | 1,2 | 0,8 | 0,1 | 12,0 |
| 2012-2013  | L.A. Clippers    | 78  | 78  | 24,1 | 42,4 | 38,8 | 83,3 | 2,9 | 1,0 | 0,7 | 0,1 | 10,4 |
| 2013-2014  | Milwaukee Bucks  | 34  | 13  | 24,1 | 38,7 | 36,1 | 83,9 | 4,6 | 1,6 | 0,7 | 0,3 | 11,0 |
| 2013-2014  | Oklahoma Thunder | 22  | 0   | 27,2 | 40,9 | 44,1 | 84,2 | 3,2 | 1,2 | 1,1 | 0,3 | 9,7  |
| 2014-2015  | Detroit Pistons  | 78  | 21  | 20,8 | 40,7 | 37,9 | 90,2 | 2,5 | 1,0 | 0,6 | 0,1 | 5,9  |
| 2015-2016  | Sacramento Kings | 17  | 1   | 10,4 | 42,4 | 16,7 | 83,3 | 1,3 | 0,6 | 0,5 | 0,1 | 3,7  |
| Carriera   | Carriera         | 881 | 732 | 32,2 | 43,4 | 34,8 | 84,7 | 5,0 | 2,3 | 1,3 | 0,2 | 14,1 |

#### Playoffs
| Anno     | Squadra          | PG | PT | MP   | TC%  | 3P%  | TL%  | RP   | AP  | PRP | SP  | PP   |
| -------- | ---------------- | -- | -- | ---- | ---- | ---- | ---- | ---- | --- | --- | --- | ---- |
| 2004     | Miami Heat       | 13 | 13 | 39,3 | 38,6 | 18,2 | 82,5 | 8,5  | 2,4 | 2,2 | 0,5 | 12,8 |
| 2006     | Wash. Wizards    | 6  | 6  | 43,7 | 41,6 | 21,4 | 82,8 | 10,5 | 2,7 | 2,0 | 0,7 | 18,5 |
| 2008     | Wash. Wizards    | 6  | 6  | 41,0 | 46,0 | 23,8 | 87,1 | 5,7  | 3,8 | 1,8 | 0,2 | 18,7 |
| 2010     | Dallas Mavericks | 6  | 6  | 33,7 | 43,4 | 30,4 | 92,6 | 5,8  | 1,3 | 1,5 | 0,8 | 19,7 |
| 2012     | L.A. Clippers    | 10 | 10 | 26,8 | 35,9 | 25,8 | 75,0 | 3,0  | 1,0 | 0,6 | 0,2 | 8,6  |
| 2013     | L.A. Clippers    | 6  | 6  | 22,7 | 47,8 | 25,0 | 100  | 2,7  | 0,0 | 0,3 | 0,3 | 8,5  |
| 2014     | Oklahoma Thunder | 18 | 2  | 23,3 | 32,4 | 35,6 | 78,6 | 3,2  | 0,8 | 0,3 | 0,1 | 6,3  |
| Carriera | Carriera         | 65 | 49 | 31,4 | 39,9 | 28,6 | 83,8 | 5,3  | 1,6 | 1,1 | 0,4 | 11,7 |

## Palmarès
- Campionato NBA: 1

Dallas Mavericks: 2011
- NBA All-Rookie First Team: 2003
- Convocazioni all'All-Star Game: 2

2007, 2008